# Вахдат аш-шухуд
Вахдат аш-шухуд (араб. وحدة الشهود‎) — суфийский термин, прилагавшийся к полярным по своему содержанию мистико-философским учениям аль-Халладжа, аль-Джили и ас-Симнани.

## Учение аль-Халладжа
Учение аль-Халладжа о человеке как о единстве двух начал — божественного (лахут) и человеческого (насут) заключалось в том, что бог «свидетельствует» или «созерцает» самого себя в сердце или душе мистика, который в свою очередь, сам «созерцает» бога в себе. При этом мистик не теряет своих субстанциональных свойств, становясь как бы человеческой ипостасью бога в материальном мире.

## Учение аль-Джили
Средневековый мистик Абдул-Карима аль-Джили (1365—1428) разработал учение о «совершенном человеке» (инсан аль-камил), в котором человек представлял собой совершенную систему-микрокосм. Бог «созерцает» и познает себя посредством своих манифестаций только в нём одном, а познав себя, становится самим собой.

## Учение ас-Симнани
Персидский мистик Ахмад ибн Мухаммад аль-Биябанаки (1261—1336), известный как Алауддаула ас-Симнани, отверг идею Ибн Араби о том, что в каждой сущности заключена Божественная манифестация или проявление и разработал положение об абсолютной трансцендентности бога. Согласно этому учению, мистик не в состоянии получить доказательства существования Абсолюта. Ас-Симнани допускал единственную возможность общности человеческой природы и бога, которую он понимал как дарованное богом качество «внутренней чистоты». Цель мистика человечества состоит в том, чтобы, используя «внутреннюю чистоту», стать зеркалом, отражающим абсолютное Бытие. Ас-Симнани считал, что уподобление Бытия (вуджуд) Реальности (аль-хакк) приводит к забвению творения (аль-халк) и фетишизации действия (фил). Абсолютное Бытие (аль-вуджуд аль-мутлак) у ас-Симнани есть действие (фил) предвечного бога (вуджуд аль-хакк), созданное богом по своей воле.
Таухид (единобожие) — это не «растворение в боге», «слияние» и «воссоединение с богом», а «видение бога», «общение» и «встреча с богом». Ас-Симнани считал, что истинное знание можно постичь только благодаря неукоснительному соблюдению норм шариата, а духовная практика не должна противоречить им. По этой причине он изменил триаду Пути мистического познания, то есть вместо шариат—тарикат—хакикат предложил хакикат—тарикат—шариат.

## Систематизация учения Имамом Раббани
Учение ас-Симнани оказало значительное влияние на развитие мистических концепций в Иране (до середины XVI в.), Мавераннахре, Восточном Тур- кестане и Северной Индии. Вторым лицом, с которым традиционно связывается окончательное оформление учения вахдат аш-шухуд, был индийский суфий Ахмад Фаруки Сирхинди (1564—1624), известный как Имам Раббани. Вначале своей богословской деятельности он следовал учению Ибн Араби, но затем стал его яростным противником. Поводом к этому послужила попытка индийского правителя Акбара Великого создать синкретическую религию, объединяющую мусульман, христиан и последователей индийских культов. Протестуя против этой идеи, Имам Раббани развил учение вахдат аш-шухуда.
Имам Раббани адаптировал и распространил идеи ас-Симнани среди последователей накшбандийского тариката в Индии и Афганистане, стремясь полностью ввести эти идеи в русло «правоверия». Он отверг пантеистический принцип, в основе которого лежит постулат «Все есть Он», и ввёл принцип «Все из Него». Человек не растворяется в Боге, а ощущает только Его присутствие и свидетельствует о Его единстве (вахдат аш-шухуд).
По мнению Имама Раббании все мистические «состояния» и «озарения», которые ведут к «соединению» с богом являются наваждением и миражем. Мистик впадает в ересь, если он в состоянии экстаза считает, что он приобрел божественные атрибуты и сам стал воплощением Бога. По его мнению, конечной целью мистика является «служение богу». Если человек придерживается шариата, то на его долю могут выпадать духовные откровения.
Имам Раббани выступал против практики религиозных экстазов, во многом отходил от голого иррационализма и придавал большое значение доводам разума. Его доктрина о «единстве свидетельства» (вахдат аш-шухуд) не встречала сопротивления мусульманских ортодоксов так как не противоречила основным принципам и постулатам ортодоксального ислама.